# Tomàquet de pera
La tomata de pera, tomàquet de pera o tomàquet de la pera (Lycopersicon esculentum) és una varietat de tomata gran amb polpa carnosa, poc àcida, de forma esfèrica, aplanada i amb protuberàncies a la superfície. Es cultiva, entre altres llocs, al Baix Empordà. L'interior és compacte i pràcticament sense llavors. Té un sabor dolcenc i molt aromàtic que permet, un cop és ben madur, l'elaboració de salses i conserves. Però també s'utilitza molt crua en amanides o a la brasa. És una verdura de cultiu delicat.

## Atributs i propietats nutricionals
La tomata té un valor energètic molt baix perquè el seu component principal és l'aigua. Té una mica més de sucre que la majoria de verdures, d'on li prové el lleuger gust dolç. La seva importància nutricional és deguda a la presència de vitamines, minerals i fibra. La vitamina E, la vitamina C i els carotens fan que tingui un elevat efecte antioxidant.